# Matan Peleg
Matan Peleg, właśc. Marlon Samuel Peleg Zigger (hebr. ‏מתן פלג‎; ur. 11 listopada 1993 w mieście Gwatemala) – gwatemalski piłkarz z obywatelstwem izraelskim występujący na pozycji prawego obrońcy, reprezentant Gwatemali, od 2022 roku zawodnik izraelskiego Hapoelu Petach Tikwa.
Urodził się w Gwatemali, a następnie został adoptowany przez izraelską parę i od drugiego roku życia wychowywał się w Izraelu.